# Tim Owens
Tim „Ripper“ Owens (vlastním jménem Timothy S. Owens, 13. září 1967 Akron, Ohio, USA) je americký zpěvák, který se stal po odchodu zpěváka Roba Halforda členem britské metalové skupiny Judas Priest. Stejně jako Scott Travis je narozen v USA. Dříve pracoval jako úředník; členem Judas Priest byl v letech 1996–2003. Jeho hlas údajně nestíhal tempo Judas Priest[zdroj?], i když se zdálo, že to bylo schválně.[zdroj?] Mezi jeho oblíbené skupiny patří Slayer, Anthrax, Metallica, Kiss a samozřejmě Judas Priest.
„Slyšel jsem uvnitř hudbu. Vcházím do jídelny a tam stojí ten obrovskej stůl. Je tam Ian Hill. Taky je tam Scott, kterej hraje kousek dole na bubny. A je tam i Glenn, sedí na zesilovači a jamuje. Celej život ses na ně koukal na plakátech po celým tvým pokoji a najednou seš tu s nima.“
V roce 2003 se Rob Halford do Judas Priest vrátil a „Ripper“ nastoupil do kapely Iced Earth. Vzal si s sebou i známou píseň „The Ripper“, podle které má svou přezdívku. V Iced Earth působil do roku 2007.
Od roku 2020 působí v kapele KK's Priest spolu s kytaristou K.K. Downingem.

## Diskografie

### Brainicide
- [Kompilace] Heavy Artillery k7 (1990) (Skladba „Payment in Blood“)
- Brutal Mentality K7 Demo (1990)

### Winter's Bane
- Heart of a Killer (1993)

### Judas Priest
- Jugulator (1997)
- '98 Live Meltdown (živák, 1998)
- Demolition (2001)
- Live in London (živák a DVD, 2003)
- Metalogy (box set; 4 skladby; 2004)

### Iced Earth
- The Reckoning (2003)
- The Glorious Burden (2004)
- Overture of the Wicked (2007)
- Framing Armageddon (Something Wicked Part 1) (2007)

### Beyond Fear
- Beyond Fear (2006)

### KK´s Priest
- Sermons of the Sinner (2021)
- The Sinner Rides Again (2023)

### Tribute alba
- Bat Head Soup: A Tribute To Ozzy Osbourne (skladba „Mr. Crowley“)
- One Way Street: A Tribute To Aerosmith (skladba „Round and round“)
- Heavy Hitters: A Tribute To MSG (skladba „War Pigs“)
- Numbers From The Beast: A Tribute To Iron Maiden (skladba „Flight of Icarus“)
- Butchering The Beatles: A Headbashing Tribute To The Beatles (skladba „Hey Jude“)
- Kickstart My Heart: A Tribute To Motley Crüe (skladba „Louder than Hell“)